# Pierre Morand du Puch aîné
Pour les articles homonymes, voir Morand.
Pierre Morand du Puch de Grangeneuve, né le 14 février 1739 à Trémolat (Dordogne), mort le 28 mai 1819 à Trémolat (Dordogne), est un général de division de la Révolution française.

## États de service
Il entre en service comme volontaire en 1753, il passe surnuméraire en 1755, sous-lieutenant en 1757, lieutenant en second en 1758 et lieutenant en premier en 1764. 
Il est nommé capitaine par commission en 1766, capitaine en second en 1767, et capitaine en premier en 1777. Il est fait chevalier de Saint-Louis en 1780, et major par brevet en 1782.
Il est nommé colonel le 3 juin 1792, au 7e régiment d’artillerie à pied.
Il est promu général de brigade le 8 mars 1793 à l’armée des Ardennes, et général de division le 15 mai suivant à l’armée des côtes de Cherbourg. Le 19 juin 1793, il commande l’artillerie de l’armée des Ardennes.
Le 20 mai 1795, il devient inspecteur général de l’artillerie, et le 7 janvier 1800, il est commandant militaire du Luxembourg.
Il est admis à la retraite le 31 mars 1801.

## Sources
- (en) « Generals Who Served in the French Army during the Period 1789 - 1814: Eberle to Exelmans »
- Thierry Pouliquen, « Les généraux français et étrangers ayant servis [sic] dans la Grande Armée » (consulté le 22 juillet 2014)
- Alex Mazas et Théodore Anne, Histoire de l'ordre royal et Militaire de Saint-Louis depuis son institution en 1693 jusqu’en 1830, Volume 2, Paris, Firmin Didot frères, fils et Cie, 1860, p. 288.
- (pl) « Napoléon.org.pl »